# Глєбов Петро Петрович
Глє́бов Петро́ Петро́вич (рос. Глебов Пётр Петрович; 14 квітня 1915 — 17 квітня 2000) — російський радянський актор театру і кіно. Народний артист СРСР (1981).

## Біографія
Народився 14 квітня 1915 року в Москві у сім'ї власника кінного заводу Петра Володимировича Глєбова та уродженої дворянки Марії Олександрівни Михалкової. З початком громадянської війни разом з братом відправлений до села Назар'єво поблизу Звенигорода. Згодом переїхав до села Дар'їно.
По закінченні 7-річної школи вступив до меліоративного технукуму, який закінчив у 1940 році. Повернувшись у Москву, вступив до оперно-драматичної студії імені К. С. Станіславського. По закінченні студії у 1940 році прийнятий до Московського драматичного театру імені К. С. Станіславського.
Учасник німецько-радянської війни у складі зенітно-артилерійського полку, який охороняв від ворожих літаків західний сектор Підмосков'я.
По закінченні війни повернувся до трупи театру, де пропрацював до 1969 року. Будучи провідним актором, брав участь у спектаклях «Три сестри», «Дні Турбіних», «Салемські відьми» та інших.
З 1971 року — актор Театру-студії кіноактора.
У кіно почав зніматись ще у довоєнний час, проте то були епізодичні ролі. Першою головною роллю стала роль Анатолія Прахова у фільмі «Я нічого не пам'ятаю» з кіноальманаху «Родимі плями» (1954). Загальну любов і славу принесла роль Григорія Мелєхова у фільмі «Тихий Дон» (1957—1958). Згодом знявся ще у кількох десятках картин.
Помер 17 квітня 2000 року в Москві. Похований на Ваганьковському цвинтарі.

## Нагороди і почесні звання
Нагороджений радянськими орденами Леніна (1981), Вітчизняної війни 2-го ступеня (06.11.1985), Червоної Зірки, Дружби народів (1985), російським орденом «За заслуги перед Вітчизною» 3-го ступеня (2000), медалями.
- Заслужений артист РРФСР (10.02.1959).
- Народний артист РРФСР (1974).
- Народний артист СРСР (07.12.1981).
- Державна премія РРФСР імені братів Васильєвих (1983).
- Срібна медаль імені О. П. Довженка (1975, за фільм «Полум'я»).
- Премія за найкращу чоловічу роль Всесоюзного кінофестивалю в Москві (1958, фільм «Тихий Дон»).

## Фільмографія
- 1940: «Кохана дівчина» — глядач на трибунах
- 1947: «Поїзд йде на схід» — військовий на вокзалі в Москві
- 1954: «Я нічого не пам'ятаю» — Анатолій Прахов
- 1956: «Вбивство на вулиці Данте» — партизан
- 1958: «Тихий Дон» — Григорій Мелєхов
- 1960: «Піднята цілина» — Олександр Онисимович Половцев, осавул
- 1961: «Балтійське небо» — Костянтин Гнатович Лунін, майор
- 1962: «Моцарт і Сальєрі» — Антоніо Сальєрі
- 1963: «Іоланта» — Ебн-Хакіа
- 1964: «Царська наречена» — Іван Грозний
- 1964: «Самотність» — Фрол Баєв
- 1966: «А тепер суди...» — Іларіон Гроза
- 1967: «Відплата» — епізод
- 1967: «Вони живуть поруч» — Корабльов
- 1969: «Непідсудний» — Петро Петрович Самойлов
- 1969: «Серце Бонівура» — Микола Караєв, ротмістр
- 1970: «Визволення» — Павло Олексійович Ротмістров, командувач 5-ї гвардійської танкової армії
- 1970: «Про друзів-товаришів» — Віталій Олександрович Глазьєв, начальник дирекції залізничних перевезень, керівник змовників
- 1970: «Морський характер» — Яків Іванович Архипов, полковник
- 1971: «Смертний ворог» — Влас Тимофійович, мірошник
- 1971: «Мандрівний фронт» — Петро Юхимович Щетинкін, командарм
- 1972: «Випадкова адреса» — Іван Куприянович, бригадир
- 1972: «Невідомий, якого знали всі» — Олексій Савчук
- 1973: «Зарево над Дравой» / Zarevo nad Drava / Зарево над Драва (Болгарія)
- 1974: «Полум'я» — Суровцев
- 1974: «Спадкоємці» — батько Віктора Зарубіна
- 1974: «Ось такі історії» — Савін, інвалід війни
- 1975: «На ясний вогонь» — голова губкому
- 1975: «На край світу…» — дядя Вася, батько Сіми
- 1975: «Воєнні сорокові» (фільм-вистава)
- 1975: «Дивитися в очі...» — Іван Давиденко, механік
- 1977: «Відлуння в пущі»
- 1977: «Талант» — Микола Єгорович жуковський, професор
- 1978: «Омелян Пугачов» — Степан Федулов, отаман
- 1980: «Вершник на золотому коні» — Катіл-Бадтша
- 1980: «Юність Петра» / Peters Jugend (СРСР-НДР) — циган
- 1980: «На початку славних справ» (СРСР-НДР) — циган
- 1981: «Мужики!..» — Зубов-старший, батько Павла
- 1982: «Полин — трава гірка»;— Григорій Михайлович Жарков, генерал, батько Маші
- 1982: «Формула світла» — Маховиков
- 1983: «Ураган приходить несподівано» — Хоменко
- 1984: «Спадок» — Михайло Олександрович Столєтов, генерал
- 1984: «Той, що йде слідом» — батько Олени
- 1985: «На крутизні» — Терещенко
- 1985: «Битва за Москву» — Будьонний
- 1986: «Скакав козак через долину» — Лукич, міліціонер
- 1986: «Прем'єра у Сосновці» — Олексій Никифорович, голова колгоспу
- 1986: «Постарайся лишитись живим» — генерал Архипов
- 1986: «Без терміну давності» — Роман Кирилович Пайгін
- 1987: «Сурейя» — дядько Коля
- 1993: «Браві хлопці» (Україна) — майор Костянтин Чередниченко
- 1993: «Дідусь хороший, але… Не каже куди сховав гроші» — генерал Антонов